# Лами (и Ринк)
«Лами» (реже «Лами и Ринк», «Lamy and Rinck») — в перуанской филателии каталог почтовых штемпелей, обнаруженных на почтовых марках Перу классического периода: от первого выпуска 1857 года и до окончания использования беззубцовых почтовых марок в 1873 году. Каталог был составлен Жоржем Лами (фр. Georges Lamy) и Жаком-Андре Ринком (Jacques-André Rinck).

## Описание
Для коллекционеров полезность этого каталога заключается в изображениях 147 типов почтовых штемпелей, классифицированных в списке городов и посёлков, где они употреблялись, а также в оценке степени редкости каждого конкретного почтового штемпеля по шкале от 0 (очень распространённый) до 100 (крайне редкий). Таким образом, описание продавцом или коллекционером какой-либо перуанской почтовой марки как «Лами 24 коэф. 20» («Lamy 24 coef. 20») означает, что этот тип почтового штемпеля описан в каталоге под номером 24, а коэффициент редкости такого штемпеля конкретного города равняется 20.

## История
Жорж Лами опубликовал свое первоначальное исследование в 1955 году.
В 1960 году у Лами появился соавтор Жак-Андре Ринк в трёхъязычном издании под названием: «Perou: étude des obliterations postales sur les émissions de 1857 a 1873» («Перу: исследование оттисков почтовых штемпелей на знаках почтовой оплаты 1857—1873 гг.»). Всего были напечатаны 330 экземпляров книги, причём известно как минимум одно пиратское издание.